# دنيس بيكوك
دنيس بيكوك (بالإنجليزية: Dennis Peacock)‏ (19 أبريل 1953 بلنكولن في المملكة المتحدة - ) هو لاعب كرة قدم بريطاني في مركز حراسة المرمى. لعب مع بولتون واندررز ونادي بيرنلي ونادي دونكاستر روفرز ونادي والسول ونوتينغهام فورست.